# Anthony Salerno
Anthony „Fat Tony” Salerno (n. 15 august 1911, New York City, New York, SUA – d. 27 iulie 1992, Springfield, Missouri, SUA) a fost un gangster american care a activat ca subșef și șef interimar pentru familia Genovese din New York din 1981 până la condamnarea sa în 1986.

## Biografie
Salerno s-a născut și a crescut în cartierul East Harlem⁠(d) din New York. În tinerețe, a fost implicat în activități ilegale cu jocuri de noroc, cămătărie⁠(d) și taxe de protecție⁠(d) în numele familiei Luciano. Salerno a fost membru al bandei 116th Street Crew⁠(d) conduse de Michael "Trigger Mike" Coppola⁠(d). Deoarece gestiona operațiuni de racketeering desfășurate în Harlem și o altă operațiune majoră de cămătărie, acesta reușit să obțină funcții importante în banda lui Coppola. În 1948, Coppola fuge în Florida ca să scape de acuzațiile de crimă, iar Salerno preia controlul bandei.
În 1959, Salerno a susținut financiar pe ascuns meciul de box⁠(d) la categorie grea⁠(d) dintre pugilistul suedez Ingemar Johansson⁠(d) și pugilistul american Floyd Patterson de pe stadionul Yankee. Acesta nu a fost investigat de poliție. Salerno își petrecea timpul în mai multe locuri: casa sa din Miami Beach, Florida, o proprietate de 100 acri (0,40 km2), la fermă sa de cai din satul Rhinebeck⁠(d) din New York, în clubul Palma Boys din East Harlem și în apartamentul său din cartierul Gramercy Park⁠(d) din Manhattan. Acesta a ocupat funcția de consigliere, subșef și șef interimar al familiei Genovese.
În anii 1960, Salerno controla cea mai mare operațiune de racketeering din New York, încasând până la 50 de milioane de dolari pe an. Sediul său era stabilit în clubul social Palma Boys din East Harlem. Biroul Federal de Investigații l-a acuzat de administrarea unei rețele de case de pariuri și de cămătărie prin care încasează 1 milion de dolari în fiecare an. Salerno îl angajează pe avocatul Roy Cohn, iar la 20 aprilie 1978 este condamnat la șase luni de închisoare în baza unor acuzații de pariuri ilegale⁠(d) și evaziune fiscală. La începutul anului 1981, după eliberarea din închisoare, Salerno a suferit un accident vascular cerebral și s-a retras pe proprietatea sa din Rhinebeck pentru recuperare. În momentul accidentului, acesta activa în calitate de subșef al familiei Genovese.